# Fortezza di carri

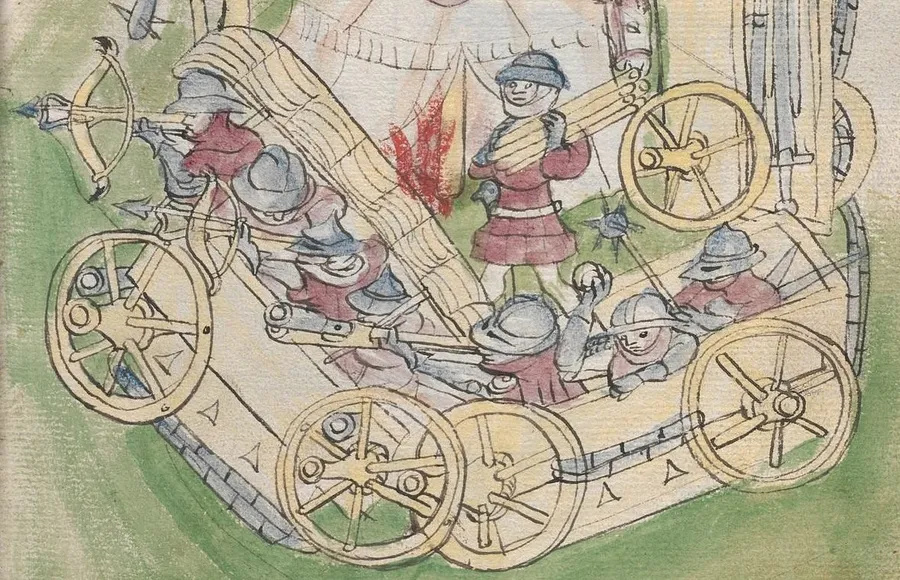
La fortezza di carri Hussita

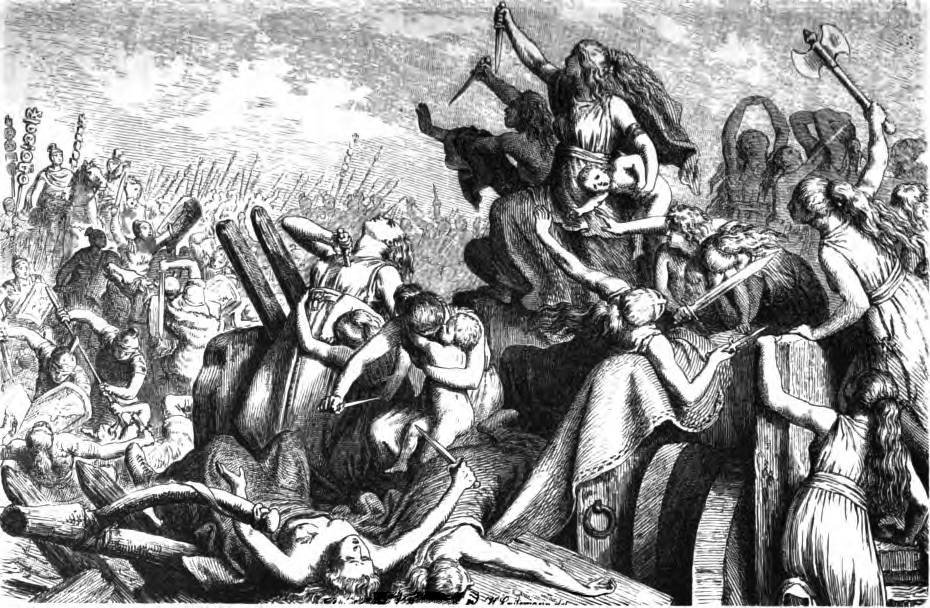
Le donne dei Teutoni difendono la fortezza di carri (1882) di Heinrich Leutemann

La fortezza di carri è una fortezza mobile fatta di carri disposti a rettangolo, a cerchio o in altre forme, e possibilmente uniti tra loro a formare un accampamento improvvisato. Il termine "fortezza di carri" fu usato la prima volta in un'opera del IV secolo scritta da un ufficiale romano, Ammiano Marcellino, facendo riferimento ai campi fortificati dei Goti.
Tra i famosi esempi storici spiccano quelli degli Hussiti, i quali lo chiamavano vozová hradba ("muro di carri"), la versione tedesca Wagenburg ("castello di carri"), i tabor degli eserciti della Confederazione Polacco-Lituana e dei Cosacchi, il Laager sudafricano e la formazione difensiva dei primi coloni statunitensi, nota come corral.
Nella moderna guerra corazzata, un laager è una formazione di carri armati o di altri mezzi corazzati usati per fornire veloce rifornimento. È piuttosto vulnerabile agli attacchi, soprattutto dall'alto, tanto che viene mantenuto solo per breve tempo, in luoghi relativamente sicuri.

## Varianti

### Laager
Un laager, lager, leaguer o laer (lingua afrikaans, dall'olandese leger ("esercito"); ˈlaːɡər o [ˈliɡər]) è una delle varianti possibili. Il termine è di origine sudafricana, ed in origine faceva riferimento alla formazione usata dai viaggiatori che disponevano in cerchio i carri sistemando all'interno bestiame e cavalli per proteggerli dalle razzie degli animali notturni. Nell'America del 1800 lo stesso sistema fu usato dai pionieri per evitare gli attacchi degli indiani.

### Tabor
Un tabor (ucraino: tabir) è un convoglio o un accampamento formato da vagoni trainati da cavalli. Ad esempio, i nomadi Rom utilizzavano il sistema tabor. I tabor furono usati dagli eserciti europei tra il XIII ed il XX secolo, e seguivano i soldati con gli approvvigionamenti.

La tattica fu poi copiata da vari eserciti dell'Europa centrale, compresa la Confederazione Polacco-Lituana. Nel XVI e XVII secolo queste tattiche furono utilizzate dai Cosacchi, i quali adoperarono i tabor per proteggere le truppe in marcia.

## Storia

### Origini
Uno dei primi esemplari dell'uso di carri come fortificazione viene descritto nel trattato cinese noto come Libro degli Han. Nel 119 a.C., durante la battaglia di Mobei nel corso della guerra Sino-Xiongnu, il famoso generale Han Wei Qing usò la fortezza di carri col nome di "Wu Gang Wagon" (武剛車) in cerchio per neutralizzare le cariche della cavalleria Xiongnu, prima di lanciare una controffensiva che sconfisse i nomadi.
Nel XIII secolo gli eserciti della Rus' di Kiev usarono i tabor nella Battaglia del fiume Kalka per difendersi dai Mongoli.

### Itaborhussiti
Nel XV secolo, durante la crociata Hussita, gli Hussiti usarono i tabor, chiamati Wagenburg dai tedeschi, come fortezza mobile. Quando gli Hussiti affrontavano un nemico superiore di numero, i Boemi formavano un quadrato coi carri, unendoli con catene di ferro. Questi campi erano facili da costruire e praticamente invulnerabili alla cavalleria nemica. L'etimologia del termine "tabor" potrebbe derivare dalla fortezza ussita ed attuale città ceca di Tábor, il cui nome deriva a sua volta dal biblico monte Tabor (in ebraico תבור).
Ogni carro aveva un equipaggio di 18-21 soldati: 4-8 balestrieri, 2 schioppettieri, 6-8 picchieri, 2 portatori di scudo e 2 guidatori.

I carri formavano solitamente un quadrato, ed all'interno si poneva la cavalleria. Le battaglie avevano due stadi, difesa e contrattacco. Durante la fase difensiva si colpiva il nemico con l'artiglieria. L'artiglieria ussita era una specie di obice primitivo chiamato in ceco houfnice, da cui deriva anche il termine italiano. Chiamavano le loro armi col termine ceco di píšťala, da cui deriva probabilmente pistola. Quando il nemico si avvicinava al Wagenburg, balestrieri e pistoleri sarebbero usciti dai carri per causare più morti a breve distanza. Nei carri venivano stipate anche pietre da lanciare in caso che i soldati fossero rimasti a corto di munizioni. A questo punto il nemico era demoralizzato. Gli eserciti dei crociati anti Hussiti avevano cavalieri ben corazzati, e la tattica ussita era quella di ferire i cavalli in modo da appiedare i cavalieri rallentandoli, e rendendoli un facile bersaglio. A questo punto poteva iniziare la seconda parte della battaglia. Uomini armati di spade, mazzafruste e picche sarebbero usciti per attaccare il debole nemico. Assieme alla fanteria, la cavalleria presente all'interno del quadrato sarebbe uscita per attaccare.
I wagenburg avrebbero formato dei quadrati che si sostenevano l'un l'altro. Ogni volta che il nemico caricava tra due wagenburg, si sarebbe trovato tra due fuochi. Il wagenburg fu in seguito usato dai crociati anti-Hussiti nella battaglia di Tachov. I tedeschi anti-Hussiti, non esperti di questa tecnica, furono sconfitti. I wagenburg hussiti furono sconfitti nella battaglia di Lipany, dove la fazione Utraquisti sconfisse i Taboriti assediati in una fortezza di carri, continuando ad attaccarli e a ritirarsi. Questo mise fine all'effetto dei wagenburg nella storia ceca. La prima vittoria della battaglia di Tachov mostrò che il miglior modo per attaccare un wagenburg era quello di impedirgli di formarsi, o di obbligare gli uomini all'interno ad uscire tramite l'uso di finte ritirate.
L'effetto dei wagenburg sulla storia ceca era perso, ma i cechi continuarono ad usarli nei principali conflitti. Dopo la crociata Hussita le potenze straniere come Ungheresi e Polacchi che avevano affrontato la forza distruttiva degli Hussiti cechi, assoldarono migliaia di mercenari cechi. Nella battaglia di Varna del 1444, si dice che 600 pistoleri Boemi difesero una fortezza di carri. Anche i tedeschi usarono i carri fortificati. Usavano materiale più economico rispetto agli Hussiti, dedicando numerosi carri a fanteria ed artiglieria. I russi usarono un tipo di struttura simile, chiamata gulyay-gorod, nel XVI secolo.

## Galleria d'immagini

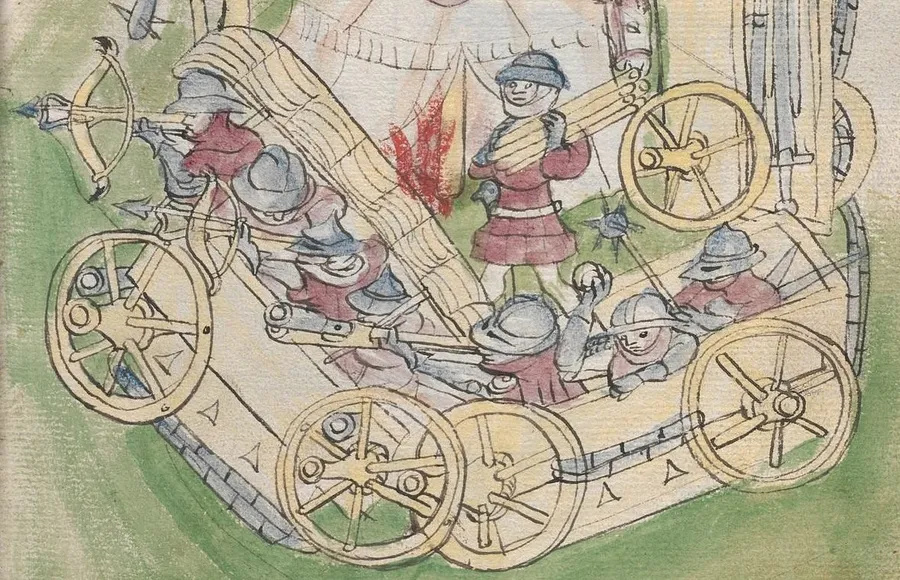
Vozová hradba hussita (wagenburg), prima metà del XV secolo
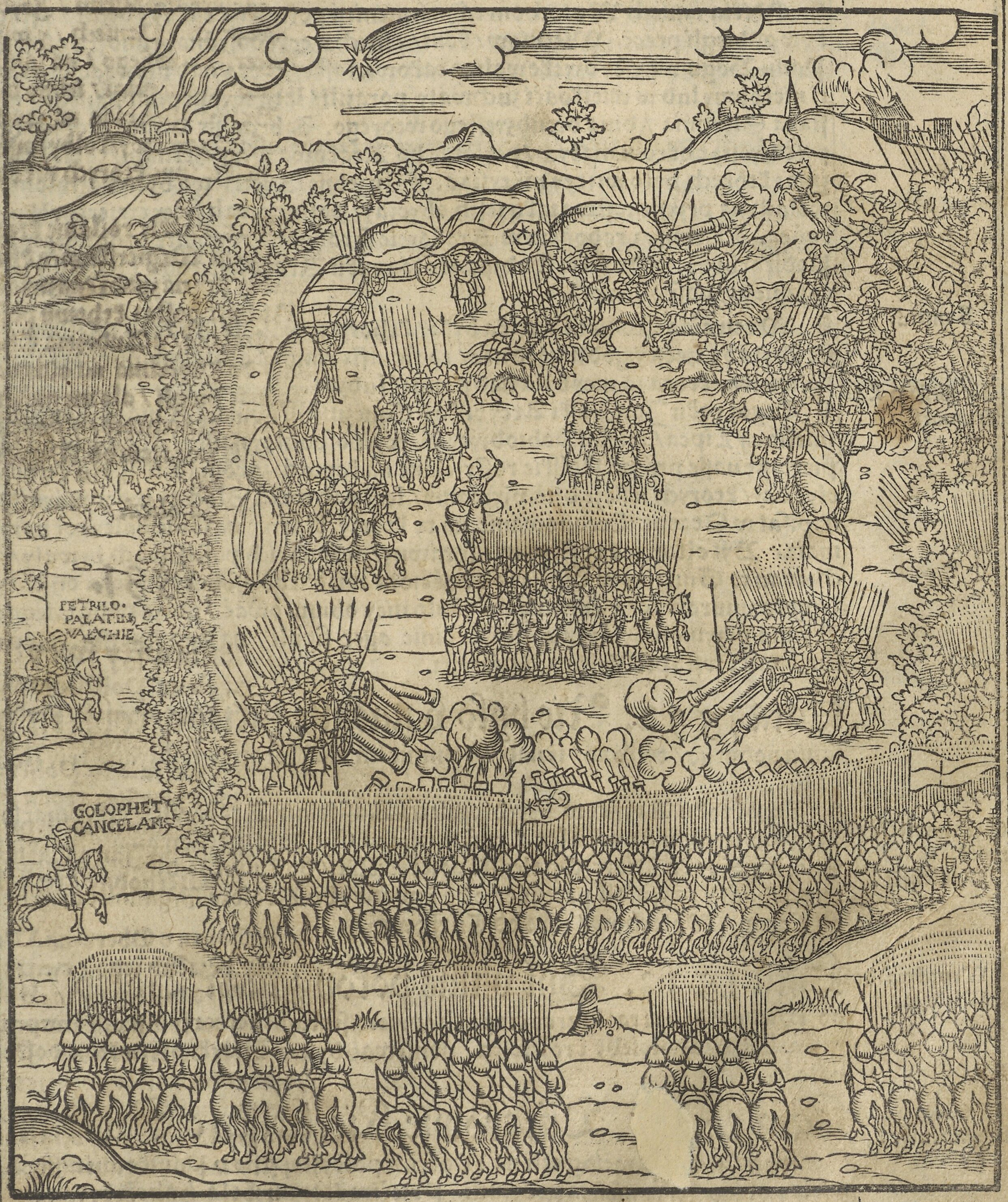
Esercito polacco in un tabor, 1531
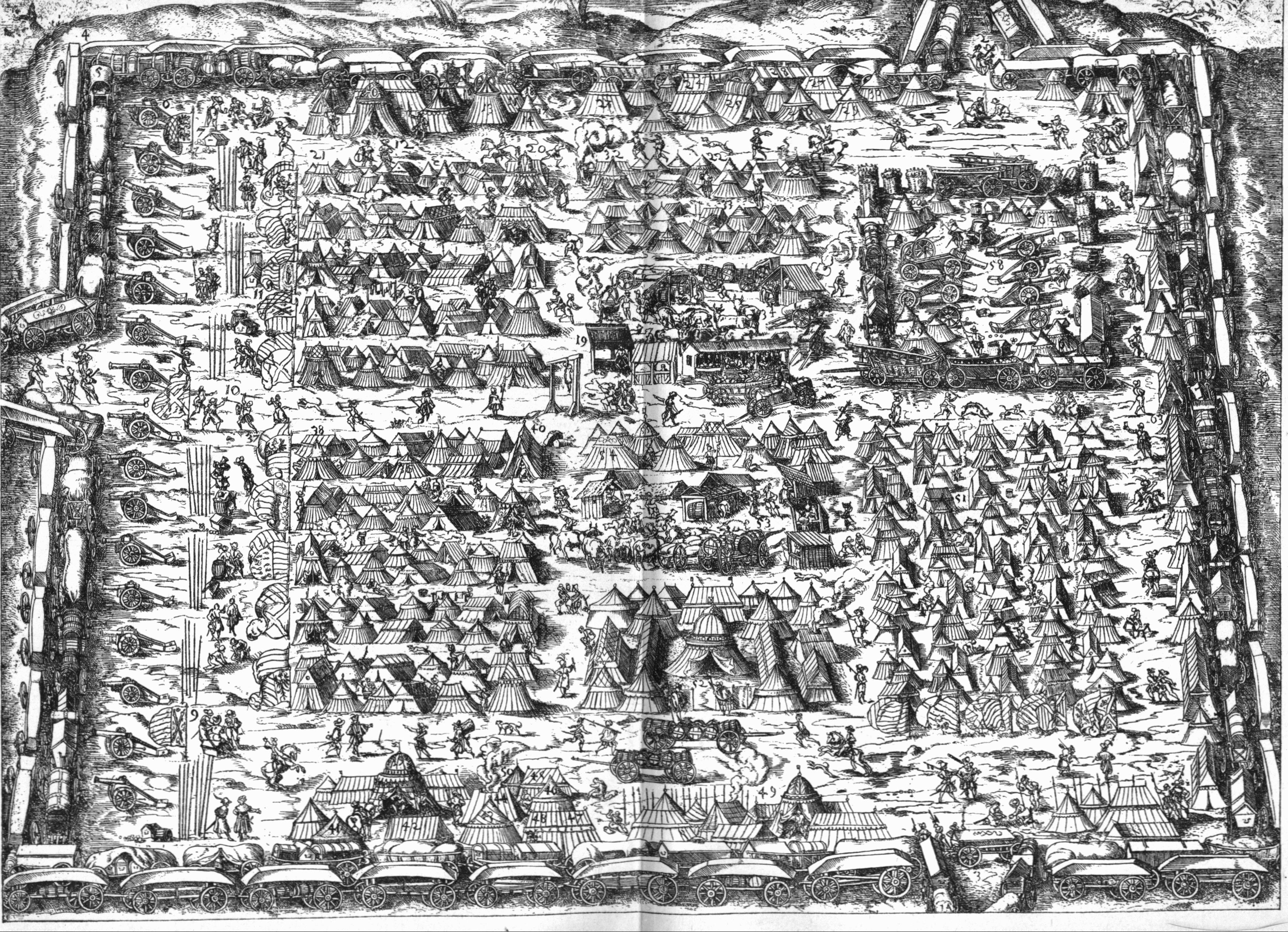
Feldlager